# Cerro Grande, Veracruz
Cerro Grande är en ort i Mexiko.   Den ligger i kommunen Filomeno Mata och delstaten Veracruz, i den sydöstra delen av landet, 180 km nordost om huvudstaden Mexico City. Cerro Grande ligger 326 meter över havet och antalet invånare är 1 245.
Terrängen runt Cerro Grande är kuperad. Runt Cerro Grande är det tätbefolkat, med 297 invånare per kvadratkilometer. Närmaste större samhälle är Coyutla, 2,6 km öster om Cerro Grande. Omgivningarna runt Cerro Grande är en mosaik av jordbruksmark och naturlig växtlighet.